# JiR
JiR è una squadra motociclistica con sede nel Principato di Monaco.

## Storia
Le basi di questo team nacquero nel 2003 quando il team Honda Pramac, che aveva acquisito strutture e tecnici del defunto Hardwick Racing, con Gianluca Montiron come team manager, ingaggiò Makoto Tamada. Questo team aveva il compito di testare il comportamento delle gomme Bridgestone sulle Honda RC211V.
L'anno successivo Tamada corse con i colori del team Camel Honda di Sito Pons, ma il pilota era seguito dalla struttura di Pramac, guidata dallo stesso Montiron, con differenti gomme utilizzate dai due piloti: Max Biaggi infatti utilizzava le Michelin, mentre Tamada appunto le Bridgestone.
A fine 2004, Gianluca Montiron e Tetsuo Iida (all'epoca presidente di Pramac Racing) annunciano la fuoriuscita dal team toscano, insieme ai tecnici, tra cui il Direttore Tecnico Giulio Bernardelle e il capotecnico di Tamada Yutaka Hirano, nacque così il team "JiR", che partecipa al Motomondiale 2005 (iscritta con la denominazione di Konica Minolta Honda). Team Manager sarà ancora Montiron, con il pilota giapponese Makoto Tamada in sella ad una Honda RC211V stavolta gommata Michelin. Il miglior risultato fu un terzo posto al Gran Premio del Giappone. Il team continua con le stesse strutture nel 2006 ma i risultati sono peggiori rispetto al 2005.
Nel 2007 Shin'ya Nakano sostituisce Makoto Tamada alla guida della nuova Honda RC212V.
Per il 2008 il team si fonde con Scot Racing (cambiando denominazione in "JiR Team Scot") che gareggiava nella classe 250 e fa debuttare Andrea Dovizioso in MotoGP con la Honda RC212V con gomme Michelin, mentre nella classe 250 viene confermato il giapponese Yūki Takahashi. La stagione terminerà con un ottimo quinto posto in classifica per il pilota italiano Dovizioso.
Dopo la separazione dalla Honda, prende parte alla coppa del Mondo Superstock 1000 nel 2009 con due giovani piloti: Federico Sandi (figlio di Giovanni Sandi, capo meccanico di Max Biaggi) e Federico Biaggi (nipote di Max Biaggi), le moto sono affidate al team ma vengono sviluppate direttamente dal reparto corse Aprilia Racing. Biaggi termina la stagione al 32º posto nella graduatoria piloti, ottenendo 4 punti frutto di un dodicesimo posto ottenuto al Gran Premio d'Italia svoltosi sul circuito di Monza, mentre Sandi conclude al diciannovesimo posto nella classifica generale con 15 punti, con miglior risultato in gara l'ottavo posto sempre nel Gran Premio d'Italia.
Nel 2010 il team rientra nel motomondiale con il nome JiR Moto2 partecipando alla Moto2 con la Motobi-TSR ed ingaggiando due piloti italiani, Mattia Pasini e Simone Corsi. Ma, dopo i risultati altalenanti di Mattia Pasini, il patron del team lo sostituisce con Yusuke Teshima dal Gran Premio di Catalogna al GP di Indianapolis, mentre a partire dal Gran Premio di San Marino ad affiancare Corsi è il sammarinese Alex De Angelis, che coglie una vittoria partendo dalla "pole position" in Australia.
Nel 2011 il team schiera una sola moto, dello stesso modello dell'anno precedente, confermando De Angelis, che chiude 4º in classifica con una vittoria, di nuovo nel GP d'Australia.
Per il 2012 il team ritorna a schierare due moto, guidate dai due nuovi piloti Johann Zarco ed Eric Granado. Nel motomondiale 2013 schiera il francese Mike Di Meglio che si infortuna terminando anzitempo la stagione e che viene sostituito da vari piloti nelle ultime gare. Nel motomondiale 2014 corre continuativamente per il team il pilota giapponese Tetsuta Nagashima, anch'esso sostituito in varie occasioni da altri piloti.
Nel motomondiale 2015, utilizzando una Kalex, corre il pilota svizzero Randy Krummenacher che al termine della stagione giunge al 21º posto in classifica generale; nel 2016 l'attività del team nel motomondiale si è interrotta.

## Risultati in MotoGP
I punti e il risultato finale sono la somma dei punti ottenuti da entrambi i piloti (diversamente dalla classifica costruttori) e il risultato finale si riferisce al team e non al costruttore.
| Anno | Moto         | Gomme | Piloti                   |   |    |   |    |   |     |    |   |   |    |    |   |    |     |   |   |   |  | Punti | Pos. |
| ---- | ------------ | ----- | ------------------------ | - | -- | - | -- | - | --- | -- | - | - | -- | -- | - | -- | --- | - | - | - |  | ----- | ---- |
| 2005 | Honda RC211V | M     | Makoto Tamada            | 8 | NP |   |    | 8 | Rit | 14 | 7 | 7 | 10 | 10 | 3 | 12 | Rit | 8 | 8 | 9 |  | 103   | 9º   |
| 2005 | Honda RC211V | M     | Jurgen van den Goorbergh |   |    | 6 | 14 |   |     |    |   |   |    |    |   |    |     |   |   |   |  | 103   | 9º   |

| Anno | Moto         | Gomme | Piloti        |    |    |    |   |   |   |   |    |    |     |    |    |    |    |    |   |    |  | Punti | Pos. |
| ---- | ------------ | ----- | ------------- | -- | -- | -- | - | - | - | - | -- | -- | --- | -- | -- | -- | -- | -- | - | -- |  | ----- | ---- |
| 2006 | Honda RC211V | M     | Makoto Tamada | 10 | 14 | 10 | 6 | 7 | 9 | 7 | 11 | 11 | Rit | 11 | 13 | 14 | 10 | 10 | 5 | 12 |  | 96    | 10º  |

| Anno | Moto         | Gomme | Piloti         |    |    |    |     |     |    |    |    |    |     |    |    |    |    |    |    |    |    | Punti | Pos. |
| ---- | ------------ | ----- | -------------- | -- | -- | -- | --- | --- | -- | -- | -- | -- | --- | -- | -- | -- | -- | -- | -- | -- | -- | ----- | ---- |
| 2007 | Honda RC212V | M     | Shin'ya Nakano | 10 | 10 | 13 | Rit | Rit | 13 | 15 | 14 | 12 | Rit | 12 | 14 | 10 | 11 | 16 | 13 | 16 | 14 | 47    | 10º  |

| Anno | Moto         | Gomme | Piloti           |   |   |     |    |   |   |   |   |   |   |   |   |   |   |   |   |   |   | Punti | Pos. |
| ---- | ------------ | ----- | ---------------- | - | - | --- | -- | - | - | - | - | - | - | - | - | - | - | - | - | - | - | ----- | ---- |
| 2008 | Honda RC212V | M     | Andrea Dovizioso | 4 | 8 | Rit | 11 | 6 | 8 | 4 | 5 | 5 | 5 | 4 | 9 | 8 | 5 | 9 | 7 | 3 | 4 | 174   | 5º   |

| Legenda | 1º posto        | 2º posto            | 3º posto            | A punti      | Senza punti        | Grassetto – Pole position Corsivo – Giro più veloce |
| Legenda | Gara non valida | Non qual./Non part. | Ritirato/Non class. | Squalificato | '-' Dato non disp. | Grassetto – Pole position Corsivo – Giro più veloce |